# Markusy (przystanek kolejowy)
Markusy – zlikwidowany w 1945 roku przystanek osobowy w Markusach na linii kolejowej Elbląg – Myślice, w województwie warmińsko-mazurskim.